# Aimo Lahti
Aimo Johannes Lahti (Viiala, 28 de abril de 1896 – Jyväskylä, 19 de abril de 1970) foi um projetista de armas finlandês autodidata. Das 50 armas que ele projetou, a mais conhecida é a submetralhadora Suomi KP/-31. Outros projetos de armas conhecidos incluem a metralhadora leve Lahti-Saloranta M/26, asmetralhadoras médias Maxim M/32-33 e Sampo L-41, a pistola Lahti L-35 e o fuzil antitanque Lahti L-39. Lahti também projetou a metralhadora antiaérea 7,62 ITKK 31 VKT e o canhão antiaéreo 20 ITK 40 VKT.
Seu trabalho é considerado decisivo na defesa da independência finlandesa e no aumento da confiança na confiabilidade das armas nacionais produzidas no país.

## Biografia

### Primeiros anos
Aimo Johannes Lahti nasceu em Viiala em 28 de abril de 1896, filho de Evert Williamson Lahti e Ida Sophia Carlsdaughter, née Viitanen, o mais velho de cinco meninos. Ele teve uma infância segura e um tanto selvagem. Lahti não gostou da escola e abandonou o curso após o sexto ano do ensino fundamental. Ele começou a trabalhar na fábrica de vidro de Viiala quando tinha 13 anos. No mesmo ano, ele comprou sua primeira arma, um fuzil Berdan, com cinco marcos que ganhou na fábrica. Lahti ficou fascinado pelo mecanismo do fuzil e visitou o armeiro local Säteri, com quem examinou a arma de perto. Aimo Lahti visitou-o várias vezes, familiarizando-se com os mecanismos das armas. Lahti serviu sua conscrição no regimento da Finlândia central durante 1918 e 1919. Em 20 de outubro de 1919, ele se casou com Ida Dagmar Lassila (1º de dezembro de 1890 - 27 de outubro de 1968) com quem teve um filho, Olavi Johannes Lahti. Olavi foi mais tarde piloto da Força Aérea Finlandesa e morreu em 1944.

### Mestre-Armeiro do Exército Finlandês

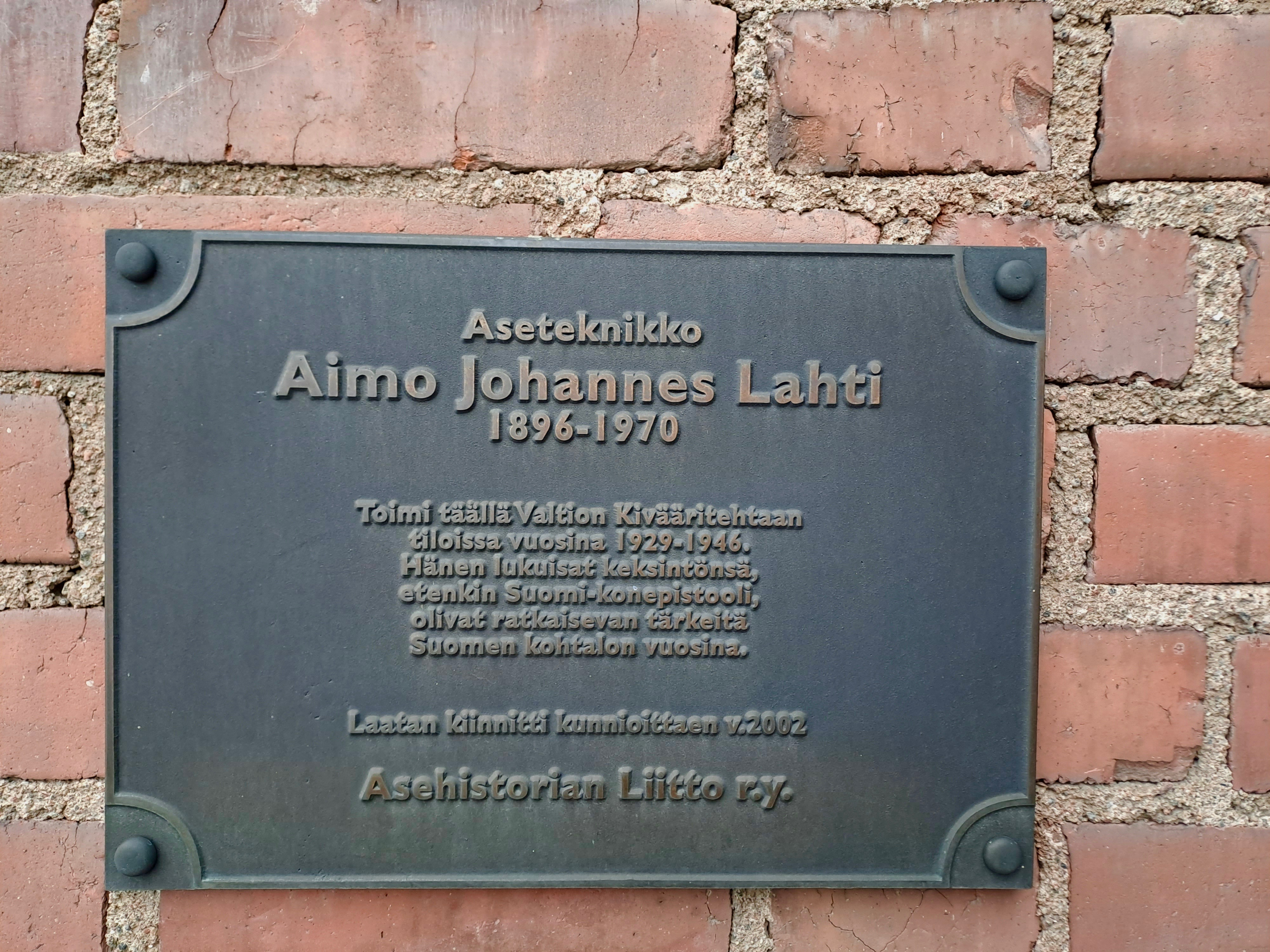
Placa comemorativa de Aimo Lahti em Jyväskylä, na Finlândia.

Depois de trabalhar na ferrovia, Aimo Lahti se juntou ao Exército Finlandês como Mestre-Armeiro em 1921. Ele foi influenciado nessa decisão pelo Capitão Rosenholm. Em 1922, ele começou a projetar a submetralhadora Suomi M-31 após examinar a Bergmann MP18, que tinha muitos problemas de projeto e era cara. O novo desenho foi revolucionário porque a confiabilidade, a precisão e a cadência de tiro eram excelentes. As primeiras 200 submetralhadoras Suomi foram produzidas em 1922. Depois que os protótipos foram feitos, ele foi ordenado a trabalhar sob o controle do Ministério da Defesa e projetar uma metralhadora leve, que eventualmente seria a Lahti-Saloranta M/26. Ele então aprimorou o fuzil Mosin–Nagant ao projetar o M/27 "Pystykorva", nomeado assim pela semelhança de suas proteções de mira com as orelhas da raça canina  Spitz. Este fuzil foi posteriormente fornecido ao Exército Finlandês como seu fuzil de serviço.
Em 1932, Lahti e o Ministério da Defesa assinaram dois acordos importantes sobre os ganhos de Lahti e outros benefícios econômicos. Também concedeu ao governo direitos de usar e vender seus projetos. No mesmo ano, ele recebeu uma oferta para trabalhar em uma empresa de armas americana. Foi-lhe oferecido um cheque de 3 milhões de marcos e uma comissão de 5% sobre as armas que seriam produzidas nos Estados Unidos. No mesmo dia, o Ministério reformou seu contrato antigo. Lahti recebeu mais benefícios e direitos sobre suas invenções e, portanto, não sentiu que se mudar para os Estados Unidos fosse uma oferta melhor.
Lahti continuou a projetar armas até o final da Guerra de Continuação, quando a Comissão de Controle Aliado o questionou sobre os 30 fuzis de assalto perdidos que ele estava projetando e outros tópicos. A comissão o proibiu de continuar trabalhando como projetista de armas. Ele desfrutou de uma pensão de Major-General do Exército Finlandês após os 50 anos até sua morte em 1970, em Jyväskylä, aos 73 anos.

## Links externos
- «Biografia de Aimo Lahti» (em finlandês). No site Akaan Seutu.